# Холов Махмадула
Махмадула Холович Холов (2 січня 1920, кишлак Балашар Гармського району, тепер Таджикистан — 1989?, місто Душанбе, Таджикистан) — радянський таджицький державний діяч, голова Президії Верховної ради Таджицької РСР. Член Бюро ЦК КП Таджикистану в 1963—1984 роках. Член Центральної Ревізійної комісії КПРС у 1966—1971 роках. Кандидат у члени ЦК КПРС у 1971—1986 роках. Депутат Верховної Ради Таджицької РСР. Депутат Верховної Ради СРСР 6—10-го скликань, заступник голови Президії Верховної Ради СРСР у 1964—1984 роках. 

## Життєпис
Народився в бідній селянській родині. У 1940 році працював вчителем початкової школи Шульмацького району Таджицької РСР.
У серпні 1940—1942 роках — у Червоній армії.
У 1944—1947 роках — у Радянській армії.
Член ВКП(б) з 1947 року.
У 1947—1948 роках — 2-й секретар, у 1948—1951 роках — 1-й секретар Шульмацького районного комітету ЛКСМ Таджикистану.
У 1951—1954 роках — слухач Республіканської партійної школи при ЦК КП Таджикистану.
У 1954—1956 роках — секретар Мікоянабадського районного комітету КП Таджикистану.
У 1956—1959 роках — 1-й секретар Обі-Гармського районного комітету КП Таджикистану.
У 1959—1960 роках — голова виконавчого комітету Куйбишевської районної ради депутатів трудящих Таджицької РСР.
У 1960—1963 роках — 1-й секретар Московського районного комітету КП Таджикистану. З січня по березень 1963 року — секретар партійного комітету КП Таджикистану по Московському виробничому колгоспно-радгоспному управлінні.
29 березня 1963 — 14 січня 1984 року — голова Президії Верховної ради Таджицької РСР.
У 1969 році закінчив заочну Вищу партійну школу при ЦК КПРС.
З лютого 1984 року — персональний пенсіонер в місті Душанбе.
У 1984—1989 роках — голова Республіканської ради товариства охорони пам'яток історії та культури Таджицької РСР.
Помер у місті Душанбе.

## Нагороди
- два ордени Леніна (2.01.1970; 29.12.1979)
- орден Жовтневої Революції
- орден Вітчизняної війни ІІ ст. (6.04.1985)
- два ордени Трудового Червоного Прапора
- орден «Знак Пошани»
- медалі